# Bundesstraße 186
Pour les articles homonymes, voir B186 et Route 186.
La Bundesstraße 186 est une Bundesstraße du Land de Saxe.

## Histoire
Le numéro 186 est attribué dans la deuxième phase de la numérotation des routes, vers 1937. À cette époque, la route Kothen-Bitterfeld est destinée à être la Reichsstraße 186, aujourd'hui desservie par la B 183.
À l’origine, la Fernstraße 186 en RDA devait être un périphérique pour le trafic à longue distance autour de Leipzig et, partant, des villes voisines de Leipzig, Schkeuditz, Taucha, Markkleeberg et Markranstädt. Lors de l'extraction du lignite, les tronçons situés entre Schkeuditz et Taucha (au nord de Leipzig) et au sud (entre Zwenkau et Markkleeberg) sont interrompus, de sorte que deux tronçons non reliés existent. La partie orientale, de Wachau à la Bundesstraße 6 à Borsdorf, est nivelée en 2010 et remplace les Staatsstraßen 46 et 78.

## Source
- (de) Cet article est partiellement ou en totalité issu de l’article de Wikipédia en allemand intitulé « Bundesstraße 186 » (voir la liste des auteurs).

1. ↑  (de) « Die Bundes- und Reichsstraßen in Deutschland - Nr. 166 bis 327 » [archive du 18 février 2009], sur home.arcor.de (consulté le 16 juillet 2025)